# الدوري الألماني الشرقي 1977–78
الدوري الألماني الشرقي 1977–78 هو الموسم 31 من الدوري الألماني الشرقي. أقيم خلال الفترة 13 أغسطس 1977 وحتى 3 يونيو 1978، وأشرف على تنظيمه الاتحاد الأوروبي لكرة القدم، وكان عدد الأندية المشاركة فيه 14، وفاز فيه دينامو دريسدن.